# Michelle Wild
Michelle Wild, pseudonimo di Katalin Vad (Sátoraljaújhely, 16 gennaio 1980), è un'attrice ed ex attrice pornografica ungherese.

## Biografia
Ha lavorato principalmente per la Private Media Group e l'ungherese LUXx Video. Il suo primo film è stato Sex Opera, spesso diretta dall'ungherese Kovi ha lavorato anche con registi del calibro di John Leslie in Crack Her Jack 1 e Rocco Siffredi in Animal Trainer 5.
Ha vinto nel 2003 il premio di miglior attrice al Festival dell'erotismo di Bruxelles e nello stesso anno il premio Venus Awards, mentre un anno più tardi, nel 2004, vinse l'AVN Awards.
Si è ritirata dal cinema porno nel 2005, dopo aver dato alla luce una bambina il 21 dicembre del 2004, dedicandosi in seguito a soap opera e serie televisive.

## Riconoscimenti
AVN Awards
- 2004 - Best Tease Performance per Crack Her Jack 1[2]

Altri riconoscimenti
- 2003 – Venus Awards – Miglior attrice ungherese
- 2003 – Festival internazionale del cinema erotico di Barcellona – Best supporting actress per Hot Rats
- 2004 – Brussels Erotic Film Festival X Award – Miglior attrice

## Filmografia
- Black Label 19: Eternal Love (2001)
- Black Label 21: Lust Tango In Paris (2001)
- Intrigue and Pleasure (2001)
- Pickup Babes 2 (2001)
- Pirate Deluxe 14: Splendor Of Hell (2001)
- Pirate Deluxe 15: Eternal Ecstasy (2001)
- Pirate Deluxe 16: Fetish Obsession (2001)
- Pirate Fetish Machine 1: Colette's Kinky Desires (2001)
- Pirate Fetish Machine 2: Dominatrix Sex Gambit (2001)
- Pirate Fetish Machine 3: Fetish and Magic (2001)
- Private Black Label 20: Brides And Bitches (2001)
- Private Reality 1: Sexy Temptation (2001)
- Private Reality 2: Pure Pleasure (2001)
- Private Reality 4: Just Do It to Me (2001)
- Private XXX 15: Total Desire (2001)
- Rocco: Animal Trainer 5 (2001)
- Sex Opera (2001)
- Video Adventures of Peeping Tom 30 (2001)
- 110% Natural 4 (2002)
- Barely Legal 29 (2002)
- Best by Private 34: Lesbian Sex (2002)
- Black Label 27: Love Story (2002)
- D.N.A. (2002)
- Euroglam 1 (2002)
- Michelle és Sandra (2002)
- Pirate Fetish Machine 4: Sex Terminators (2002)
- Pirate Fetish Machine 5: Sex in a Frame (2002)
- Pirate Fetish Machine 6: Funky Fetish Horror Show (2002)
- Pirate Fetish Machine 8: Fetish Academy (2002)
- Private Black Label 23: Guns And Rough Sex (2002)
- Private Black Label 25: Love Is In The Web (2002)
- Private Orgies (2002)
- Private Reality 10: Ladder Of Love (2002)
- Private Reality 11: Singularity (2002)
- Private Reality 12: Dangerous Girls (2002)
- Private Reality 5: Click Here To Enter (2002)
- Private Reality 6: Dangerous Games (2002)
- Private Reality 7: Wild Adventures (2002)
- Private Reality 8: Summer Love (2002)
- Private Reality 9: Do Not Disturb (2002)
- Sex Secrets of the Paparazzi (2002)
- Soloerotica 1 (2002)
- Abuso di Potere (2003)
- Big Natural Tits 8 (2003)
- Big Natural Tits 9 (2003)
- Crack Her Jack 1 (2003)
- Crazy Bullets (2003)
- Cum Dumpsters 3 (2003)
- Decadence (2003)
- Devil Deep Inside (2003)
- Dossier Prostituzione (2003)
- Euro Girls Never Say No 1 (2003)
- Euroglam 4 (2003)
- Fresh Meat 17 (2003)
- Garden of Seduction (2003)
- Girls on Girls 1 (2003)
- Kaloz radio (2003)
- Measure For Measure (2003)
- Pirate Fetish Machine 11: Fetish Recall (2003)
- Pirate Fetish Machine 9: No Job No Blow (2003)
- Pleasures of the Flesh 1 (2003)
- Private Cafe 1 (2003)
- Private Life of Dora Venter (2003)
- Private Life of Michelle Wild (2003)
- Private Reality 13: Explosive Women (2003)
- Private Reality 14: Girls of Desire (2003)
- Private Reality 15: Never Say No (2003)
- Private Reality 16: More Than Sex (2003)
- Private Reality 17: Anal Desires (2003)
- Rocco's Best Butt Fucks 2 (2003)
- Sex And Guns (2003)
- Sexville (2003)
- Shiofuki Jane (2003)
- Big Natural Breasts 3 (2004)
- Double Penetration 1 (2004)
- Hot Rats (2004)
- Private Life of Mercedes (2004)
- Private Life of Sandra Iron (2004)
- Sex Ambassador (2004)
- Slam It in Every Hole (2004)
- Tutti Frutti Live Mix 2 (2004)
- Wife Lover Whore (2004)
- A Levego Fenegyerekei (2005)
- Lez-Mania 1 (2005)
- Moglie del Professore (2005)
- Nasty Dreams (2005)
- Private Life of Cristina Bella (2005)
- Private Penthouse Greatest Moments 2 (2005)
- Private Story Of Chrystal (2005)
- Sapphic Liaisons 1 (2005)
- Tini Tonik 2 (2005)
- Anal Payload (2009)
- Best by Private 106: Dripping Wet Lesbian Pussy (2009)
- Big Butt Attack 5 (2009)
- Ninn Wars 3 (2009)
- Big Boobs Power (2010)